# Ибрагимов, Хадис Баширович
Хадис Баширович Ибрагимов (род. село Стальское, Кизилюртовский район, Дагестан) — российский самбист, боец смешанных единоборств и боксёр. Призёр чемпионатов России, двукратный чемпион Европы и мастер спорта России международного класса по боевому самбо. С ноября 2021 года является чемпионом лиги по смешанным единоборствам Hardcore MMA в супертяжёлом весе, в августе 2018 года также становился чемпионом лиги M-1 Challenge в полутяжёлом весе, с августа 2019 по сентябрь 2020 года выступал в UFC, потерпев поражение в каждом из четырёх поединков.

## Биография
На чемпионате России по боевому самбо 2016 года одержал победу нокаутом у чемпиона мира и бойца UFC Султана Алиева. Но в финале потерпел поражение от Икрама Алискерова.
Является чемпионом Европы по боевому самбо 2016 года в весовой категории до 90 кг. В финальном бою Хадис одолел титулованного французского бойца Себастьяна Либебе.
Дебют Хадиса в смешанных единоборствах состоялся в декабре 2017 года.
В августе 2018 года стал чемпионом лиги M-1 Global в полутяжёлом весе (до 93 кг).
В мае 2019 года подписал контракт с UFC. В этой лиге на молодого россиянина возлагали серьёзные надежды в дивизионе полутяжеловесов. Планировалось, что Хадис сможет вернуть чемпионскую интригу в весовую категорию до 93 кг. В октябре 2020 года стало известно, что Хадис после поражений во всех четырёх своих поединках уволен из UFC.
В августе 2021 года Хадис Ибрагимов вернулся в смешанные единоборства и провёл бой в молодой российской лиге Hardcore MMA, победив своего соперника нокаутом в первом раунде. Выпуск с поединком был опубликован 2 сентября.

## Спортивные достижения
Смешанные единоборства
- Чемпион M-1 Challenge в полутяжёлом весе: 2018
- Чемпион Hardcore MMA в супертяжёлом весе: 2021
- Чемпион «Наше Дело» в супертяжёлом весе: 2023

Боевое самбо
- Чемпионат Европы по самбо 2016 (до 90 кг) — ;
- Чемпионат Европы по самбо 2019 (до 100 кг) — ;
- Чемпионат России по боевому самбо 2016 (до 90 кг) — ;
- Чемпионат России по самбо 2019 (до 100 кг) — ;
- Чемпионат России по самбо 2020 (до 100 кг) — ;
- Чемпионат России по самбо 2021 (свыше 98 кг) — ;

## Статистика боёв

### Профессиональные
В смешанных единоборствах
| Результат | Рекорд | Соперник            | Способ                          | Турнир                                                              | Дата             | Раунд | Время | Место                      | Примечание |
| --------- | ------ | ------------------- | ------------------------------- | ------------------------------------------------------------------- | ---------------- | ----- | ----- | -------------------------- | ---------- |
| Победа    | 13-4   | Абдулбасир Вагабов  | Удушение гильотиной             | Hardcore MMA                                                        | 20 июля 2022     | 2     | 0:36  | Россия, Москва             |            |
| Победа    | 12-4   | Хусейн Адамов       | Единогласное решение            | Hardcore MMA                                                        | 23 декабря 2021  | 5     | 5:00  | Россия, Москва             |            |
| Победа    | 11-4   | Денис Полехин       | Нокаут                          | Hardcore MMA                                                        | 18 ноября 2021   | 1     | 0:09  | Россия, Москва             |            |
| Победа    | 10-4   | Дмитрий Андрюшко    | Технический нокаут              | Hardcore MMA                                                        | 14 октября 2021  | 1     | 3:48  | Россия, Москва             |            |
| Победа    | 9-4    | Ислам Жангоразов    | Нокаут                          | Hardcore MMA                                                        | 2 сентября 2021  | 1     | 4:20  | Россия, Москва             |            |
| Поражение | 8-4    | Данило Маркес       | Единогласное решение            | UFC 253                                                             | 26 сентября 2020 | 3     | 5:00  | ОАЭ, Абу-Даби              |            |
| Поражение | 8-3    | Роман Долидзе       | Нокаут                          | UFC Fight Night: Фигейреду vs. Бенавидес 2                          | 19 июля 2020     | 1     | 04:15 | ОАЭ, Абу-Даби              |            |
| Поражение | 8-2    | Эд Херман           | Единогласное решение            | UFC Fight Night: Забит vs. Каттар                                   | 9 ноября 2019    | 3     | 5:00  | Россия, Москва, ЦСКА Арена |            |
| Поражение | 8-1    | Да Ун Джанг         | Удушение гильотиной             | UFC Fight Night: Андради vs. Чжан                                   | 31 августа 2019  | 3     | 2:00  | Китай, Шэньчжэнь           |            |
| Победа    | 8-0    | Рафаль Кижанчук     | Технический нокаут              | M-1 Challenge 101 — Prikaza vs. Rakhmonov                           | 30 марта 2019    | 1     | 2:30  | Казахстан, Алма-Ата        |            |
| Победа    | 7-0    | Дмитрий Микуца      | Удушение сзади                  | M-1 Challenge 96 — Mikutsa vs. Ibragimov                            | 25 августа 2018  | 3     | 3:27  | Россия, Санкт-Петербург    |            |
| Победа    | 6-0    | Гига Кухалашвили    | Дисквалификация (захват каната) | M-1 Challenge 92 — Kharitonov vs. Vyazigin                          | 24 мая 2018      | 3     | 3:27  | Россия, Санкт-Петербург    |            |
| Победа    | 5-0    | Штефан Пуэц         | Удушение бульдога               | M-1 Challenge 88 — Ismagulov vs. Tutarauli                          | 22 февраля 2018  | 3     | 2:12  | Россия, Москва             |            |
| Победа    | 4-0    | Уллубий Пахрутдинов | Удушение сзади                  | Northwest League of Combat Sambo — Road to China 3                  | 5 октября 2017   | 1     | 1:33  | Россия, Санкт-Петербург    |            |
| Победа    | 3-0    | Дмитрий Шумилов     | Единогласное решение            | Olympic Platform Foundation — Friendship of Peoples Grand Prix 2017 | 12 июня 2017     | 2     | 5:00  | Россия, Санкт-Петербург    |            |
| Победа    | 2-0    | Владимир Трусов     | Единогласное решение            | Olympic Platform Foundation — Friendship of Peoples Grand Prix 2017 | 12 июня 2017     | 2     | 5:00  | Россия, Санкт-Петербург    |            |
| Победа    | 1-0    | Мухамедали Шокиров  | Технический нокаут              | Suvorov Fighting Championship                                       | 25 мая 2017      | 1     | 1:23  | Россия, Санкт-Петербург    |            |

В боксе
| 4 поединка, 1 победа (1 нокаутом), 1 поражение, 2 ничьи. | 4 поединка, 1 победа (1 нокаутом), 1 поражение, 2 ничьи. | 4 поединка, 1 победа (1 нокаутом), 1 поражение, 2 ничьи. | 4 поединка, 1 победа (1 нокаутом), 1 поражение, 2 ничьи. | 4 поединка, 1 победа (1 нокаутом), 1 поражение, 2 ничьи. | 4 поединка, 1 победа (1 нокаутом), 1 поражение, 2 ничьи. | 4 поединка, 1 победа (1 нокаутом), 1 поражение, 2 ничьи. | 4 поединка, 1 победа (1 нокаутом), 1 поражение, 2 ничьи. | 4 поединка, 1 победа (1 нокаутом), 1 поражение, 2 ничьи. |
| Результат                                                | Рекорд                                                   | Дата боя                                                 | Соперник                                                 | Турнир                                                   | Место проведения боя                                     | Способ (раунды), время                                   | Комментарии                                              | Видео                                                    |
| -------------------------------------------------------- | -------------------------------------------------------- | -------------------------------------------------------- | -------------------------------------------------------- | -------------------------------------------------------- | -------------------------------------------------------- | -------------------------------------------------------- | -------------------------------------------------------- | -------------------------------------------------------- |
| Победа                                                   | 1-1-2                                                    | 23 января 2023                                           | Денис Недашковский (0-2-1)                               | Hardcore Boxing                                          | Москва, Россия                                           | Технический нокаут (1 из 4), 1:34                        | Главный бой выпуска                                      | YouTube                                                  |
| Ничья                                                    | 0-1-2                                                    | 23 июля 2022                                             | Сауло Кавалари (0-1-0)                                   | Hardcore Boxing                                          | Москва, Россия                                           | (4)                                                      | Главный бой выпуска                                      | YouTube                                                  |
| Ничья                                                    | 0-1-1                                                    | 15 июня 2022                                             | Денис Недашковский (0-1-0)                               | Hardcore Boxing                                          | Москва, Россия                                           | (4)                                                      | Главный бой выпуска                                      | YouTube                                                  |
| Поражение                                                | 0-1-0                                                    | 29 апреля 2022                                           | Пётр Романкевич (2-0-0)                                  | «Бойцовский клуб РЕН ТВ»                                 | Vegas City Hall, Москва, Россия                          | Решение большинства судей (4)                            | Соглавный бой вечера                                     | YouTube                                                  |

### Выставочные
В смешанных единоборствах
| 1 поединок, 1 победа (0 нокаутом), 0 поражений, 0 ничьих. | 1 поединок, 1 победа (0 нокаутом), 0 поражений, 0 ничьих. | 1 поединок, 1 победа (0 нокаутом), 0 поражений, 0 ничьих. | 1 поединок, 1 победа (0 нокаутом), 0 поражений, 0 ничьих. | 1 поединок, 1 победа (0 нокаутом), 0 поражений, 0 ничьих. | 1 поединок, 1 победа (0 нокаутом), 0 поражений, 0 ничьих. | 1 поединок, 1 победа (0 нокаутом), 0 поражений, 0 ничьих. | 1 поединок, 1 победа (0 нокаутом), 0 поражений, 0 ничьих.                                                                   | 1 поединок, 1 победа (0 нокаутом), 0 поражений, 0 ничьих. |
| Результат                                                 | Рекорд                                                    | Дата боя                                                  | Соперник                                                  | Турнир                                                    | Место проведения боя                                      | Способ (раунды), время                                    | Комментарии | Видео                                                     |
| --------------------------------------------------------- | --------------------------------------------------------- | --------------------------------------------------------- | --------------------------------------------------------- | --------------------------------------------------------- | --------------------------------------------------------- | --------------------------------------------------------- | --- | --------------------------------------------------------- |
| Победа                                                    | 1-0                                                       | 5 февраля 2023                                            | Хусейн Адамов                                             | «Наше Дело»                                               | Москва, Россия                                            | Единогласное решение судей (5)                            | Главный бой вечера. Бой за звание чемпиона лиги «Наше Дело» в супертяжёлом весе. Ограничение в работе в партере — 30 секунд | YouTube                                                   |